# Nornalup quadratus
Nornalup quadratus – gatunek chrząszcza z rodziny kusakowatych i podrodziny marnikowatych.

## Taksonomia
Gatunek ten opisali po raz pierwszy w 2017 roku Park Jong Seok i Donald S. Chandler na łamach ZooKeys. Jako miejsce typowe wskazano okolice wejścia do Parku Narodowego Avon Valley.

## Morfologia
Chrząszcz o ciele długości od 1,1 do 1,5 mm i żółtawobrązowym do rudobrązowego ubarwieniu. Głowę ma trójkątną w zarysie, o dużych, dłuższych od skroni oczach. U obu płci człony czułków pierwszy i drugi są dłuższe niż szerokie, a trzeci niemal kwadratowy. U samców człony od czwartego do szóstego są dłuższe niż szerokie, od siódmego do ósmego prawie kwadratowe, a od dziewiątego do dziesiątego lekko poprzeczne. U samic człony czwarty i piąty są dłuższe niż szerokie, człony od szóstego do ósmego prawie kwadratowe, a dziewiąty i dziesiąty lekko poprzeczny. Guzki u samca występują na członach od czwartego do jedenastego, u samicy zaś od ósmego do jedenastego. Pokrywy mają zarys niemal kwadratowy. Skrzydła tylnej pary są uwstecznione, o połowę krótsze niż u innych przedstawicieli rodzaju. Na zapiersiu brak jest dołka środkowego. Odwłok cechuje się długościami tergitu i sternitu czwartego segmentu około półtorakrotnie większymi od długości tergitu i sternitu segmentu piątego. U samic dziewiąty sternit ma wykrojoną krawędź przednią. Genitalia samca cechują się zaokrągloną fallobazą oraz obecnością dwóch U-kształtnych płatów na szczycie edeagusa.

## Ekologia i występowanie
Owad endemiczny dla Australii, znany tylko z Australii Zachodniej, gdzie zamieszkuje m.in. Park Narodowy Avon Valley. Zasiedla lasy i zadrzewienia zdominowane przez eukaliptusy, także z domieszką Banksia grandis. Bytuje w ściółce i pod butwiejącymi kłodami.